# Riesenlinde zu Heede
Die Riesenlinde zu Heede, auch Dicke Linde und Tausendjährige Linde genannt, ist ein geschütztes Naturdenkmal in Heede, einer Gemeinde in der Samtgemeinde Dörpen im niedersächsischen Landkreis Emsland.
Sie gilt als die größte Linde Europas. Seit Jahrhunderten ist sie Wahrzeichen und Mittelpunkt des Dorfes und hat auch im Wappen der Gemeinde ihren Platz gefunden.
Die Linde, eine Sommer-Linde (Tilia platyphyllos), hat einen Stammumfang von 15,39 Meter. Sie ist 20 Meter hoch und hat einen Kronendurchmesser von rund 35 Meter. Ihr Alter wird auf über 600 bis 800 Jahre geschätzt. 2016 wurde sie von der Deutschen Dendrologischen Gesellschaft (DDG) zum Vertreter Deutschlands beim Wettbewerb „Europäischer Baum des Jahres“ nominiert und belegt dabei den 11. Platz. Im Oktober 2019 wurde die Sommerlinde zum bundesweit ersten „Nationalerbe-Baum“ ernannt.

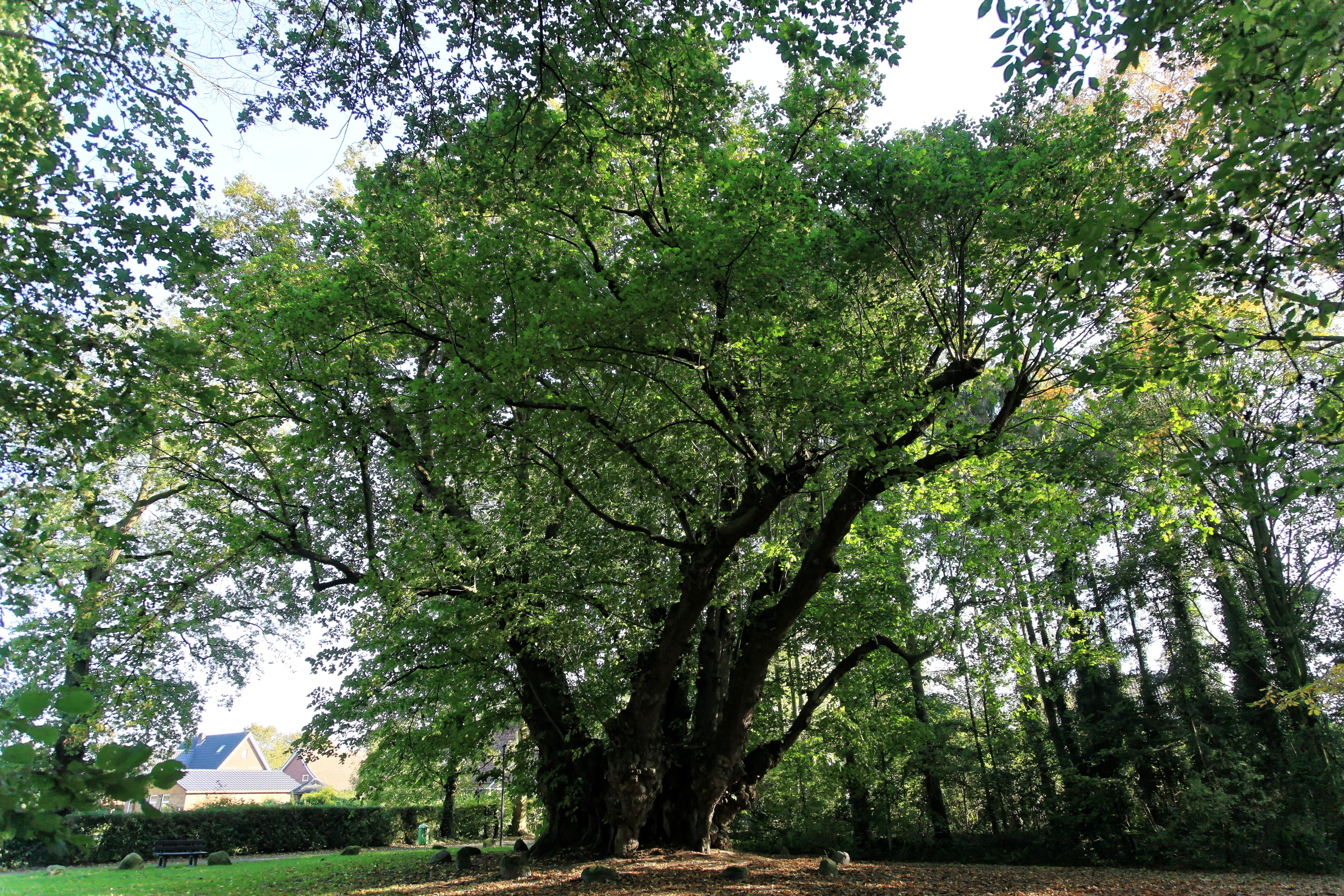
Riesenlinde zu Heede (2017)
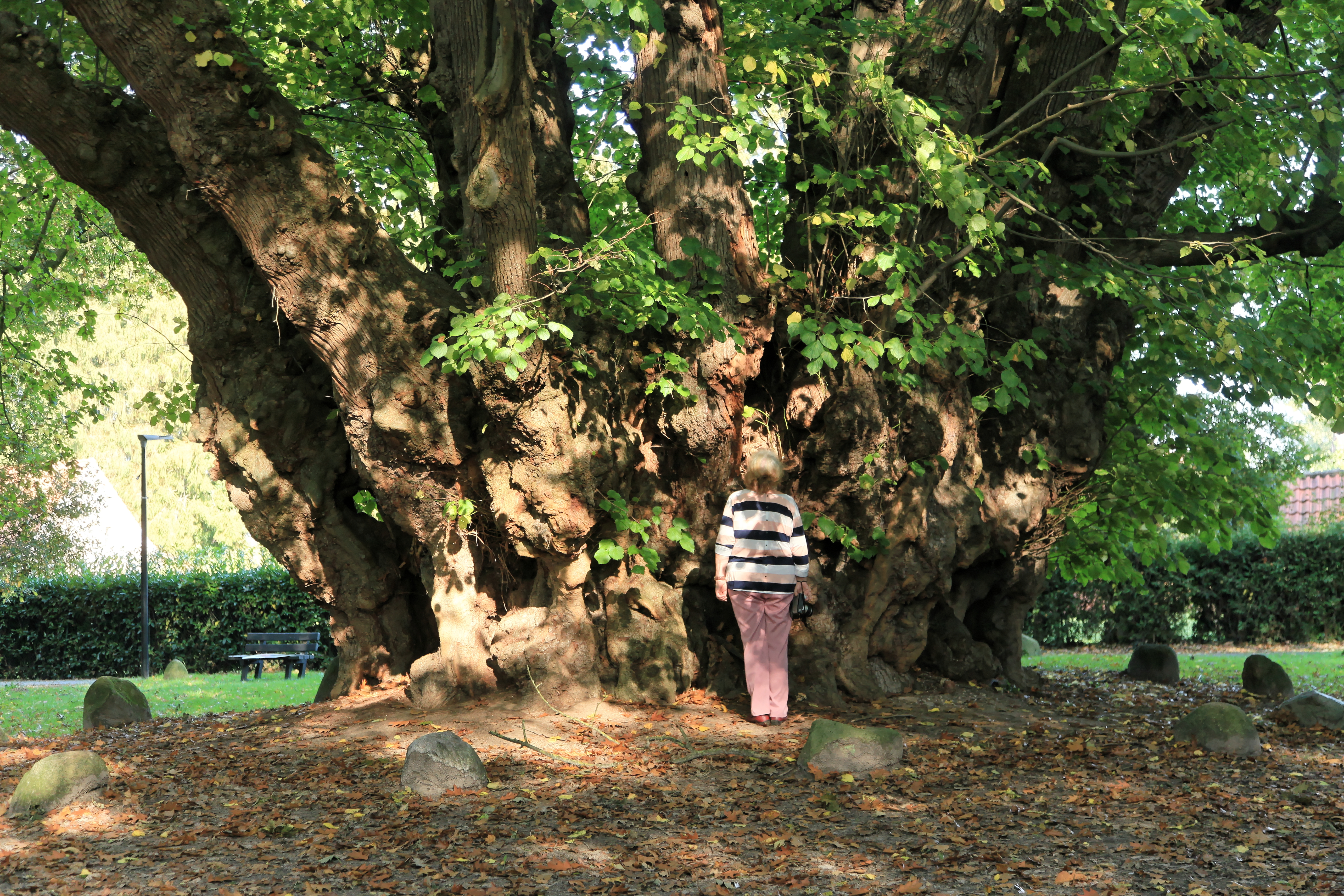
Stamm der Riesenlinde
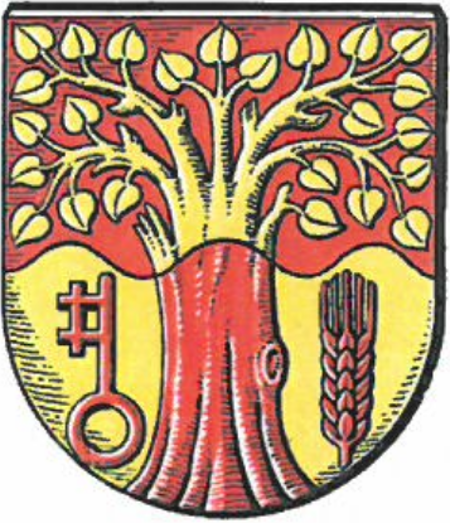
Wappen von Heede